# Melipotis cellaris
Melipotis cellaris là một loài bướm đêm trong họ Erebidae.